# Dżurków
Dżurków (ukr. Джурків) – wieś na Ukrainie, w  obwodzie iwanofrankiwskim, w rejonie kołomyjskim.
We wsi urodził się Władysław Przybysławski (1830–1908), c. k. konserwator zabytków archeologicznych i korespondent c. k. Komisji centralnej dla starożytności na powiaty Bohorodczany, Borszczów, Buczacz, Czortków, Horodenka, Husiatyn, Kołomyja, Kosów, Nadworna, Peczeniżyn, Podhajce, Skałat, Śniatyn, Tłumacz, Trembowla, Zaleszczyki w 1906. 
W II Rzeczypospolitej wieś  w powiecie horodeńskim województwa stanisławowskiego. W lutym 1940 NKWD zesłało na Syberię 2 polskie rodziny (6 osób). W 1941 Ukraińska Policja Pomocnicza zabrała do getta w Horodence miejscowych Żydów, gdzie zostali wymordowani. W latach 1944–1945 nacjonaliści ukraińscy z OUN-UPA zamordowali tutaj 45 Polaków, grabiąc i paląc polskie zagrody.